# ستيف ديثي
ستيف ديثي (بالإنجليزية: Steve Death)‏ هو لاعب كرة قدم بريطاني، ولد في 19 سبتمبر 1949 في Elmswell ‏ في المملكة المتحدة، وتوفي في 26 أكتوبر 2003 في ريدنغ في المملكة المتحدة بسبب سرطان. لعب مع نادي ريدنغ ووست هام يونايتد.